# Nesle-la-Reposte

Nesle-la-Reposte este o comună în departamentul Marne, Franța. În 2009 avea o populație de 90 de locuitori.